# Yvon De Begnac
Yvon De Begnac (talvolta Ivon, nato Debegnac; Portogruaro, 14 giugno 1913 – Roma, 19 gennaio 1983) è stato un giornalista e scrittore italiano, biografo ufficiale di Benito Mussolini.

## Biografia
Era nato da Carlo, triestino, e da Teresa Biondi, romagnola e amica di Benito Mussolini in gioventù: questa circostanza farà sorgere la diceria secondo cui egli fosse figlio naturale del dittatore. Partito volontario come sottotenente d'artiglieria nella Guerra d'Etiopia, venne richiamato in Italia dallo stesso Mussolini al fine di iniziare i lavori della sua biografia. Ripartito per l'Africa dopo poche settimane, prese parte a numerose azioni di guerra fra cui l'occupazione di Mahadera Mariam agli ordini di Achille Starace. Congedato con il grado di tenente nel 1936, tornò all'attività giornalistica collaborando con La Gazzetta del Popolo. Nel 1937 su interessamento dello stesso Mussolini viene nominato "Segretario del Fascio" di Zurigo.  
L'attività politica e giornalistica non impedirono a De Begnac di continuare nella sua opera di biografo intrattenendo sempre strettissimi rapporti col Duce. Scrisse numerosi articoli per il Corriere della Sera, Il Messaggero e altre testate minori fino a divenire il più giovane direttore di quotidiano italiano, essendo stato messo a capo de Il Popolo di Brescia. Laureatosi in economia e commercio nel 1939, poco dopo iniziò la pubblicazione, attraverso libri e articoli, delle sue idee anti-borghesi. Partito nuovamente volontario allo scoppio del secondo conflitto mondiale, venne assegnato al fronte marmarico in Africa settentrionale partecipando alle azioni della prima riconquista della Cirenaica. 
Rientrato in Italia nel 1941, riprese la direzione del suo giornale che lasciò poco dopo per dedicarsi agli studi storici e alla biografia del Duce. Dopo il crollo del regime nel 1943 non aderì alla Repubblica Sociale Italiana e nel dopoguerra riprese la sua attività di giornalista e scrittore. La sua opera di biografo di Benito Mussolini - con il quale intrattenne numerosissime interviste quasi ininterrottamente dal 1934 al 1943 - ha prodotto probabilmente il più significativo corpus di documenti sulla vita del Duce. 
La tomba di Yvon De Begnac si trova nel cimitero comunale di Ladispoli, località balneare in provincia di Roma, dove il giornalista trascorse gli ultimi anni della sua vita.

## Opere

### Saggi
- Trent'anni di Mussolini 1883-1915, Prefazione di Filippo Tommaso Marinetti, Roma, Menaglia, 1934.
- Vita di Benito Mussolini, 1936-1940
  - I. Alla scuola della rivoluzione antica (dalle origini dei Mussolini al dicembre 1904), Collezione Le Scie, Milano, A. Mondadori, 1936.
  - II. La strada verso il popolo (dal gennaio 1905 al dicembre 1909), Collezione Le Scie, Milano, A. Mondadori, 1937.
  - III. Tempo di attesa (dal gennaio 1910 al 24 maggio 1915), Collezione Le Scie, Milano, A. Mondadori, 1940.
- Itinerario della borghesia, Brescia, G. Vannini, 1940.
- Pagine nella tormenta, Milano, Corticelli, 1942.
- Appunti su Carlo Pisacane, Roma, B. Gnutti, 1942.
- L'arcangelo sindacalista. Filippo Corridoni, Milano, A. Mondadori, 1943.
- Palazzo Venezia. Storia di un regime, Roma, La Rocca, 1950.
- Taccuini mussoliniani, a cura di Francesco Perfetti, Prefazione di Renzo De Felice, Collezione Storia\Memoria, Bologna, il Mulino, 1990, ISBN 978-88-150-2399-5.

### Romanzi
- Colpo di Stato. Realistica utopia, Roma, La Rocca, 1960.